# Fáselis

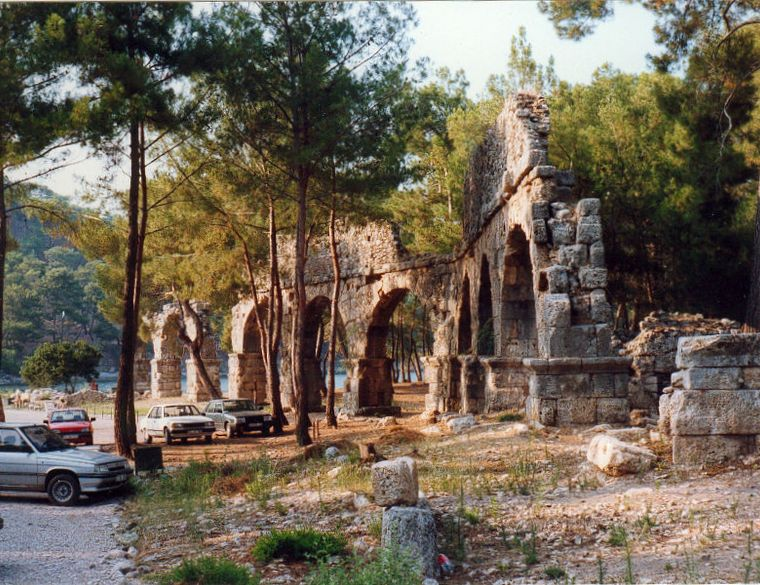
O aqueduto

Fáselis (em grego clássico: Φασηλίς) era uma cidade grega e romana na costa da antiga Lícia. As suas ruínas estão localizadas a norte da moderna cidade de Tekirova, no distrito de Kemer, na província de Antália, na Turquia. Situa-se entre as montanhas Bey e as florestas do Parque Nacional de Olimpo, a 16 km a sul da cidade turística de Kemer e no km 57 da estrada que liga Antália a Kumluca. Fáselis e outras cidades antigas da costa podem ser visitadas mar, em visitas diárias organizadas.
Fáselis foi fundada pelos gregos de Rodes no ano 700 a.C. Pela sua localização, num istmo que separava duas baías, tornou-se uma importante cidade portuária do leste da Lícia e um importante entreposto comercial entre a Grécia, a Ásia Menor, o Egito e a Fenícia. A cidade foi capturada pelos persas do Império Aqueménida e, em 468 a.C foi incorporada na Liga de Delos.

## Pessoas Notáveis
- Lácrito, um sofista grego
- Critolaus, um filósofo peripatético grego
- Teodectes, um retórico grego e poeta trágico

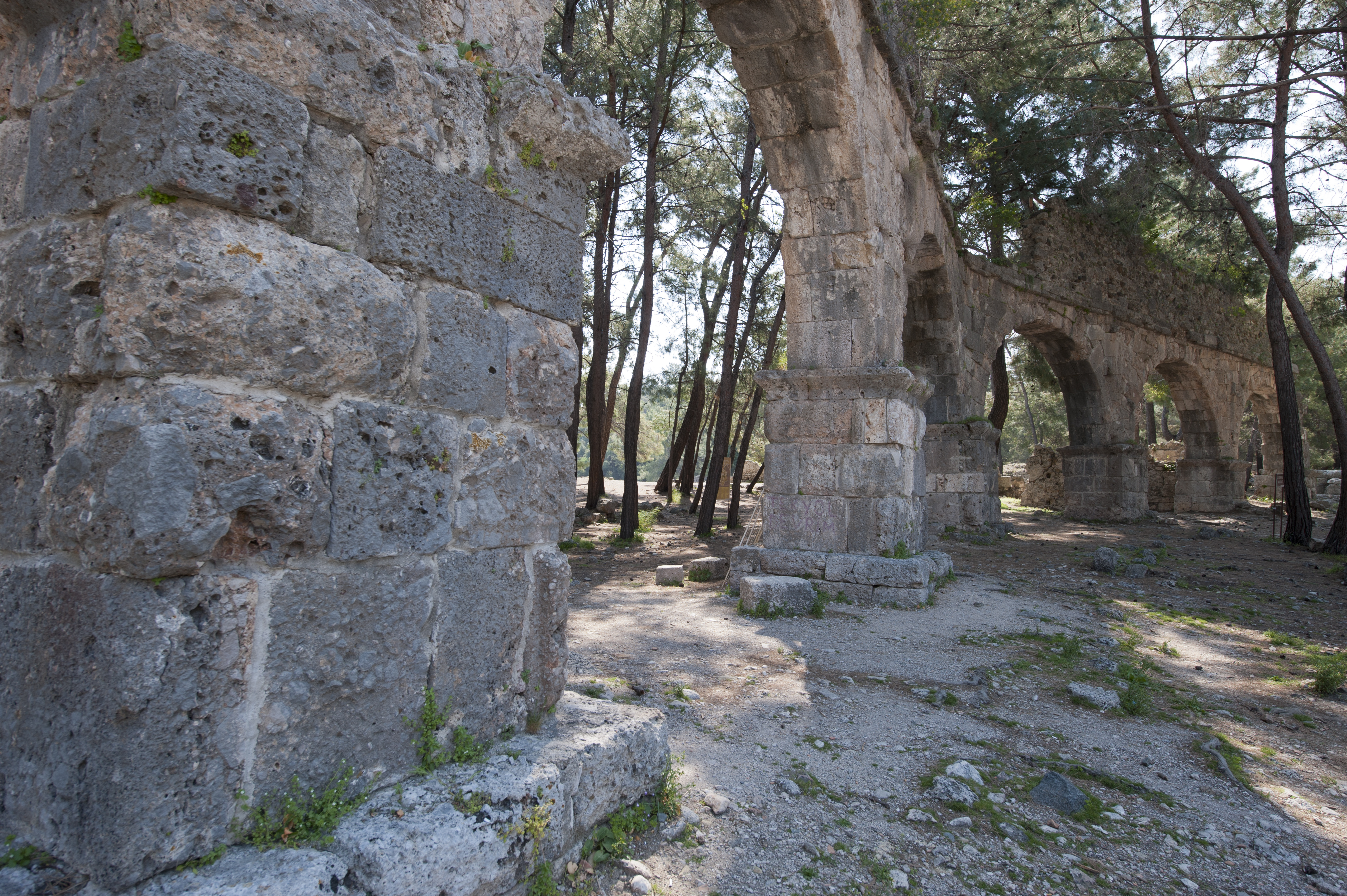
Aqueduto Phaselis
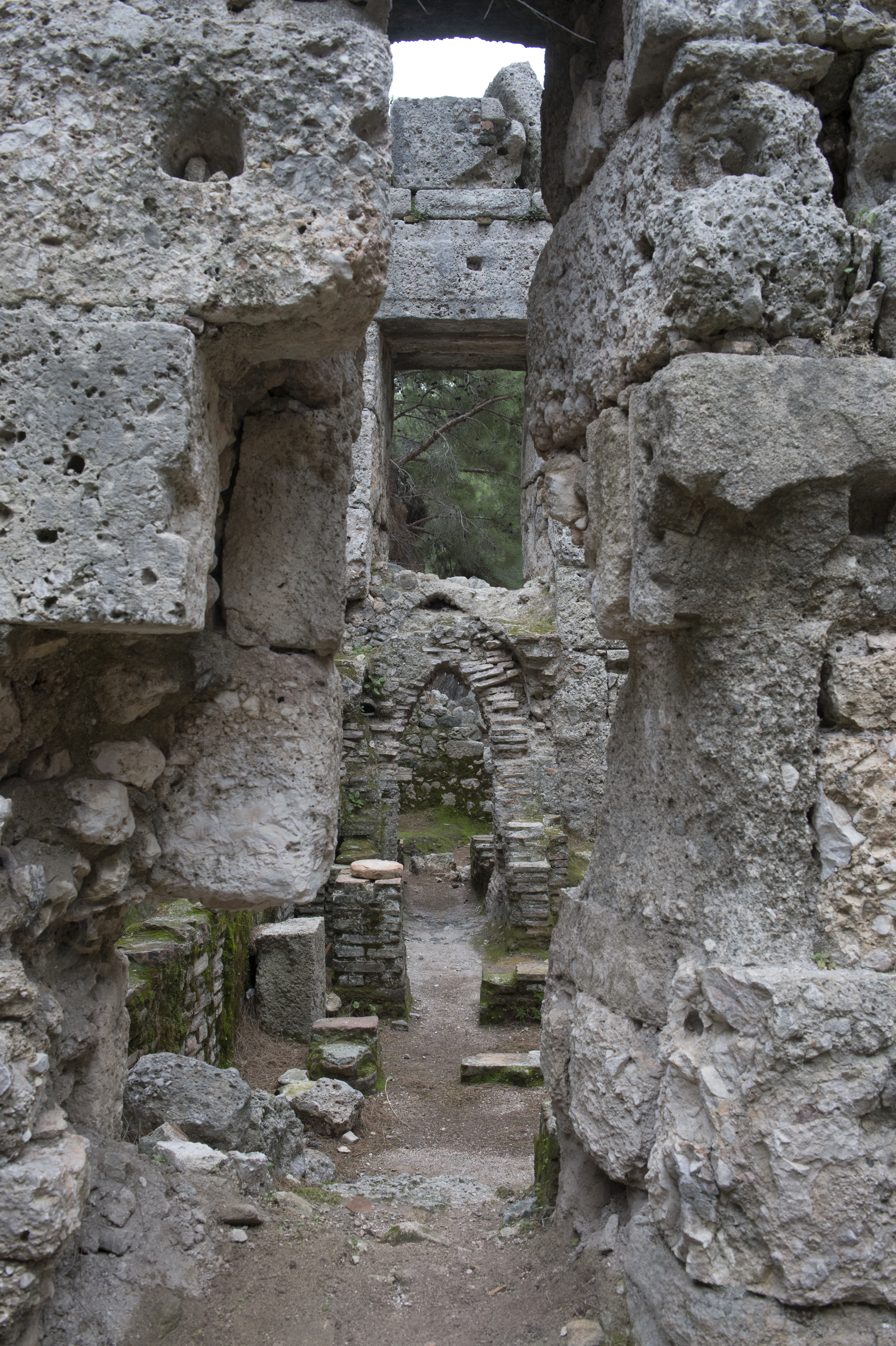
Phaselis Big Bath
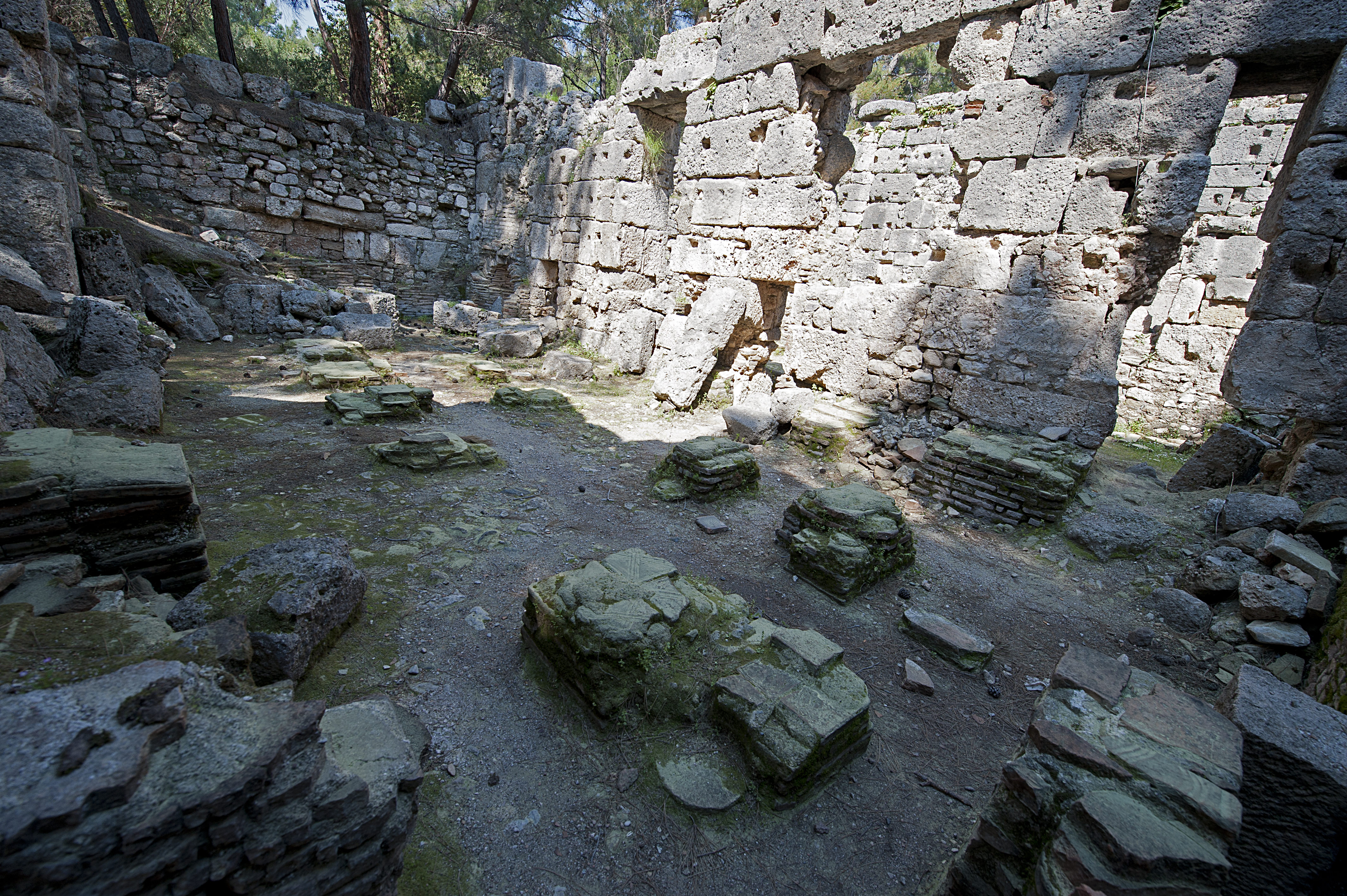
Phaselis Big Bath
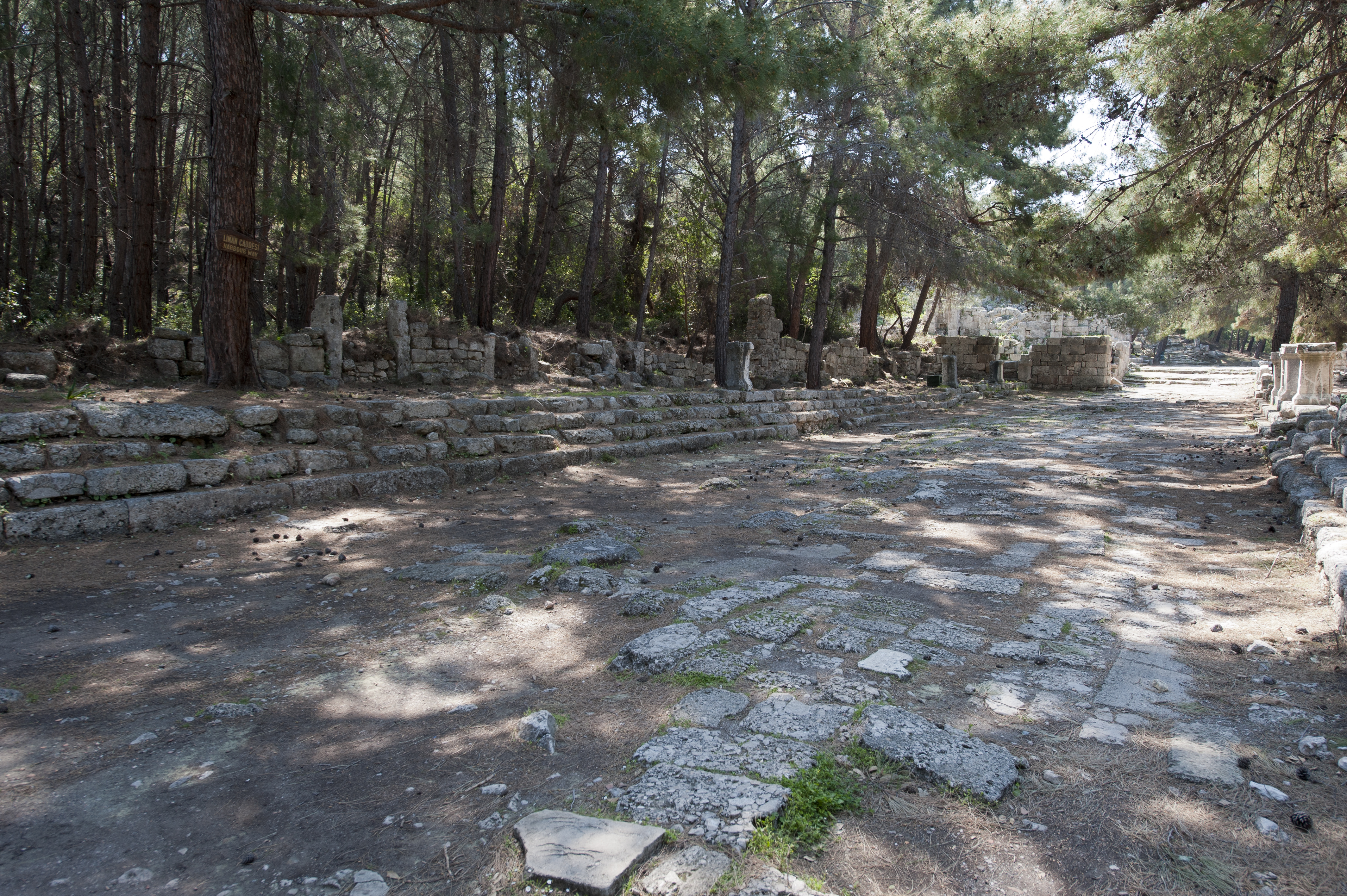
Phaselis Main Street
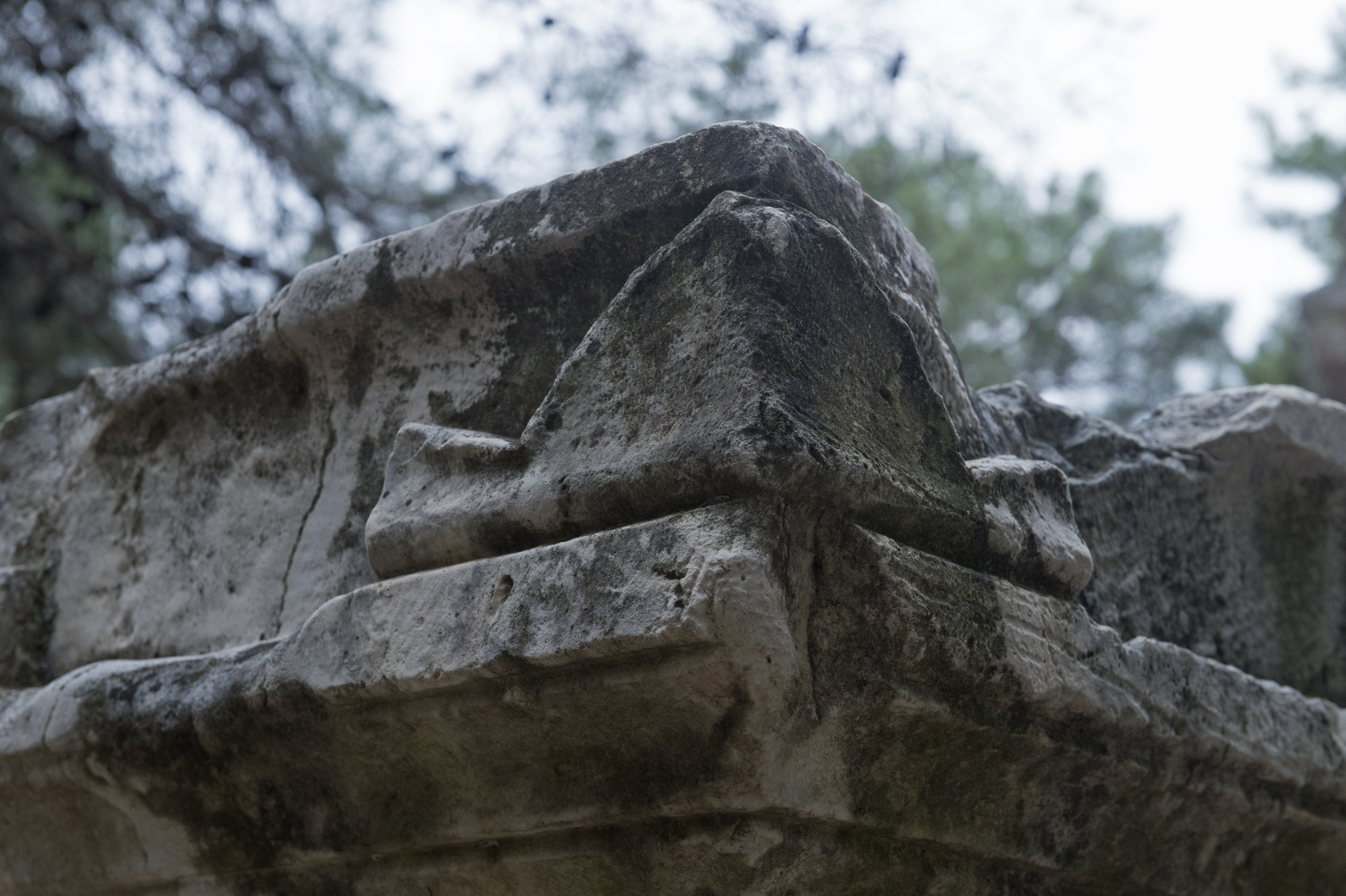
Decoração Phaselis perto do Portão de Adriano
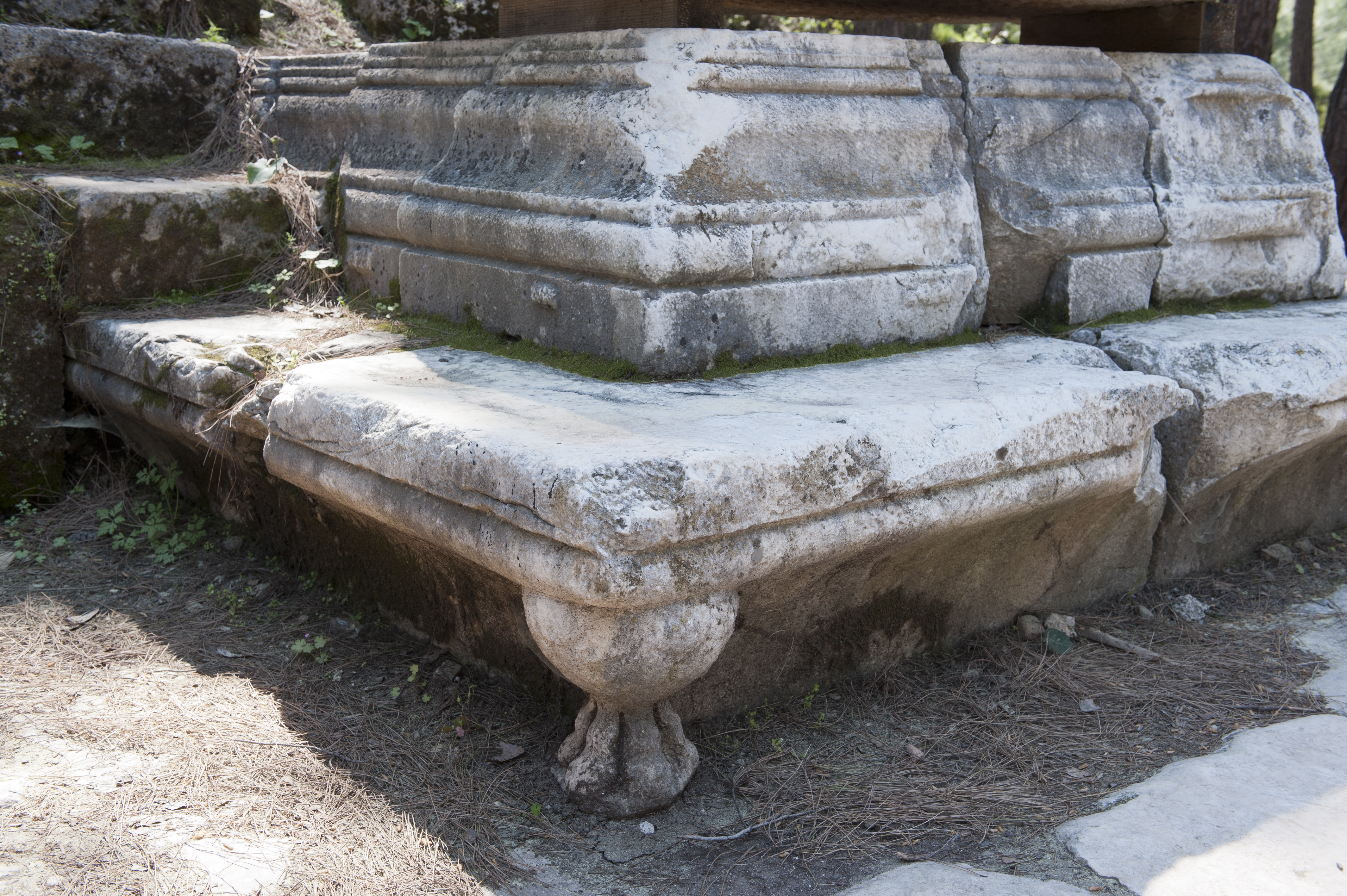
Portão de Phaselis Adriano
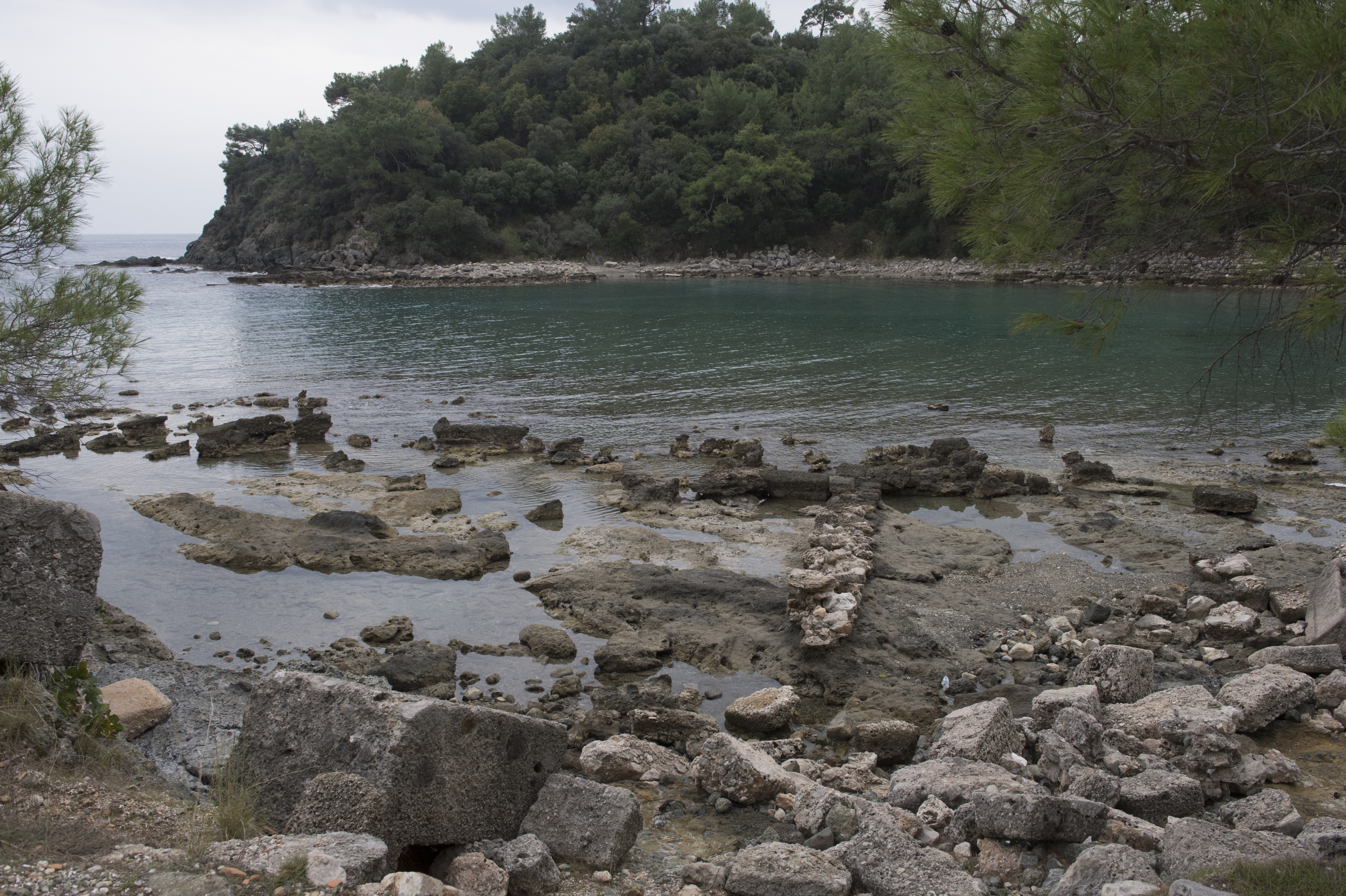
Phaselis North Harbor
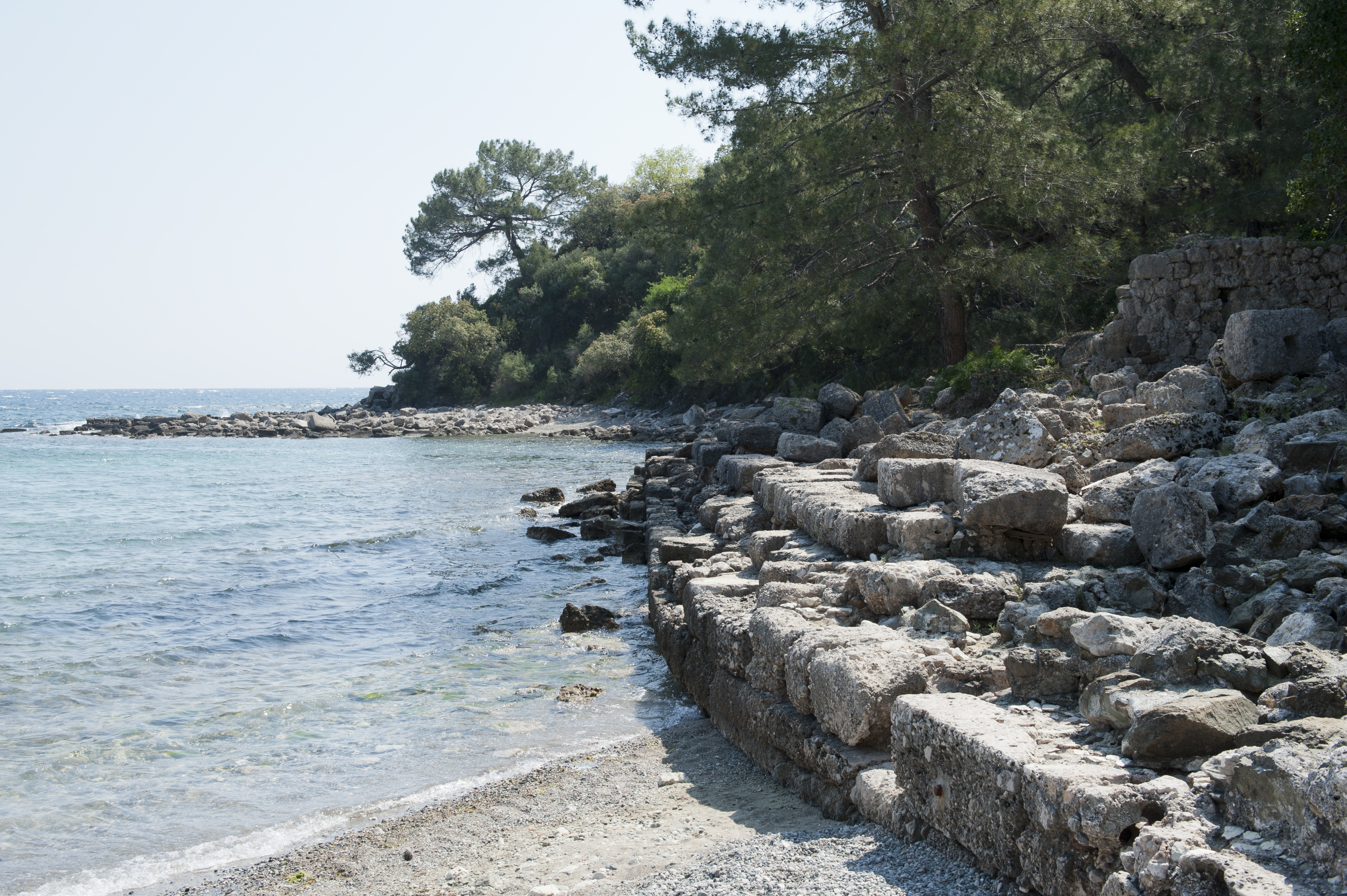
Phaselis North Harbor
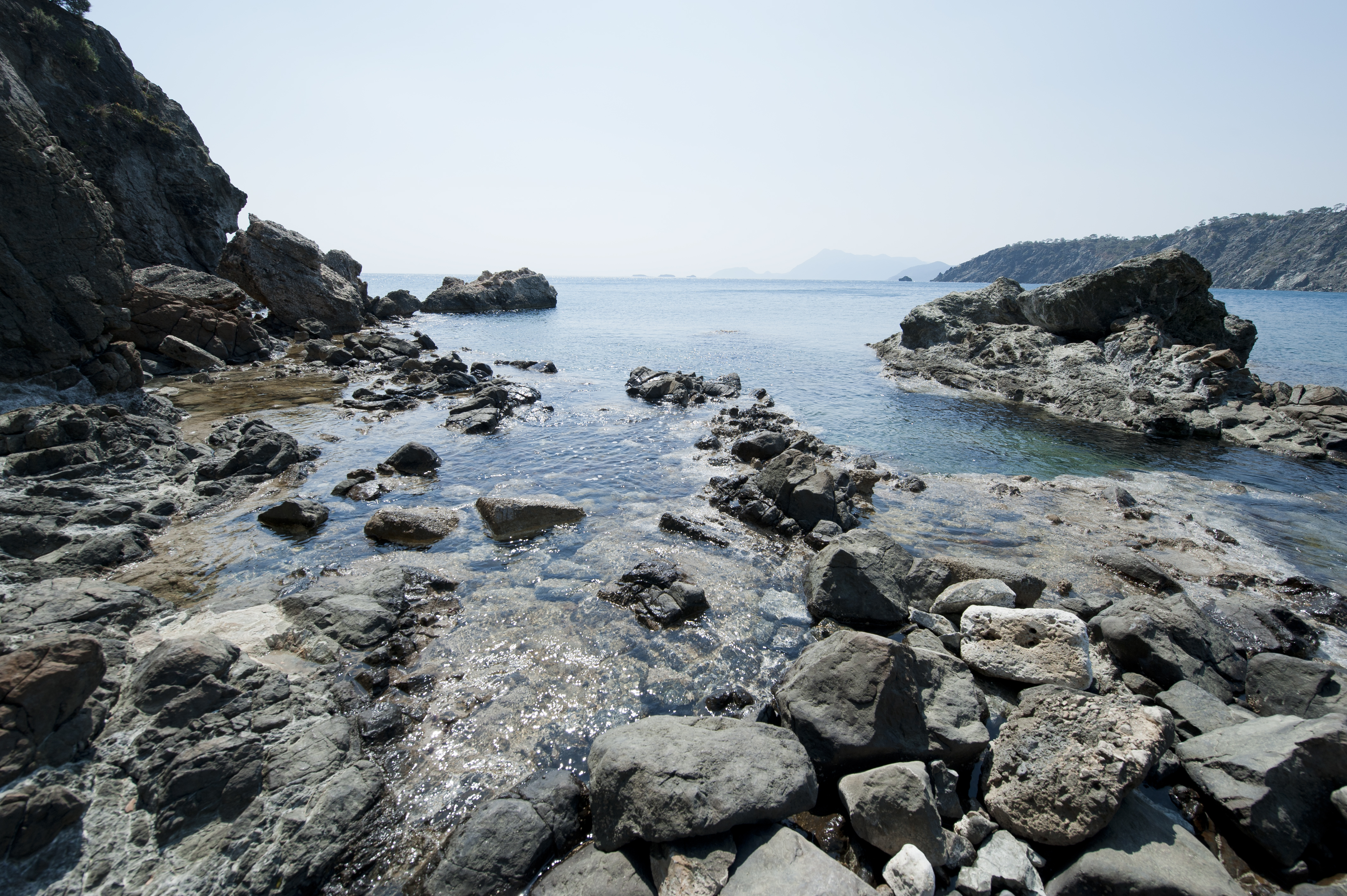
Phaselis South Harbor
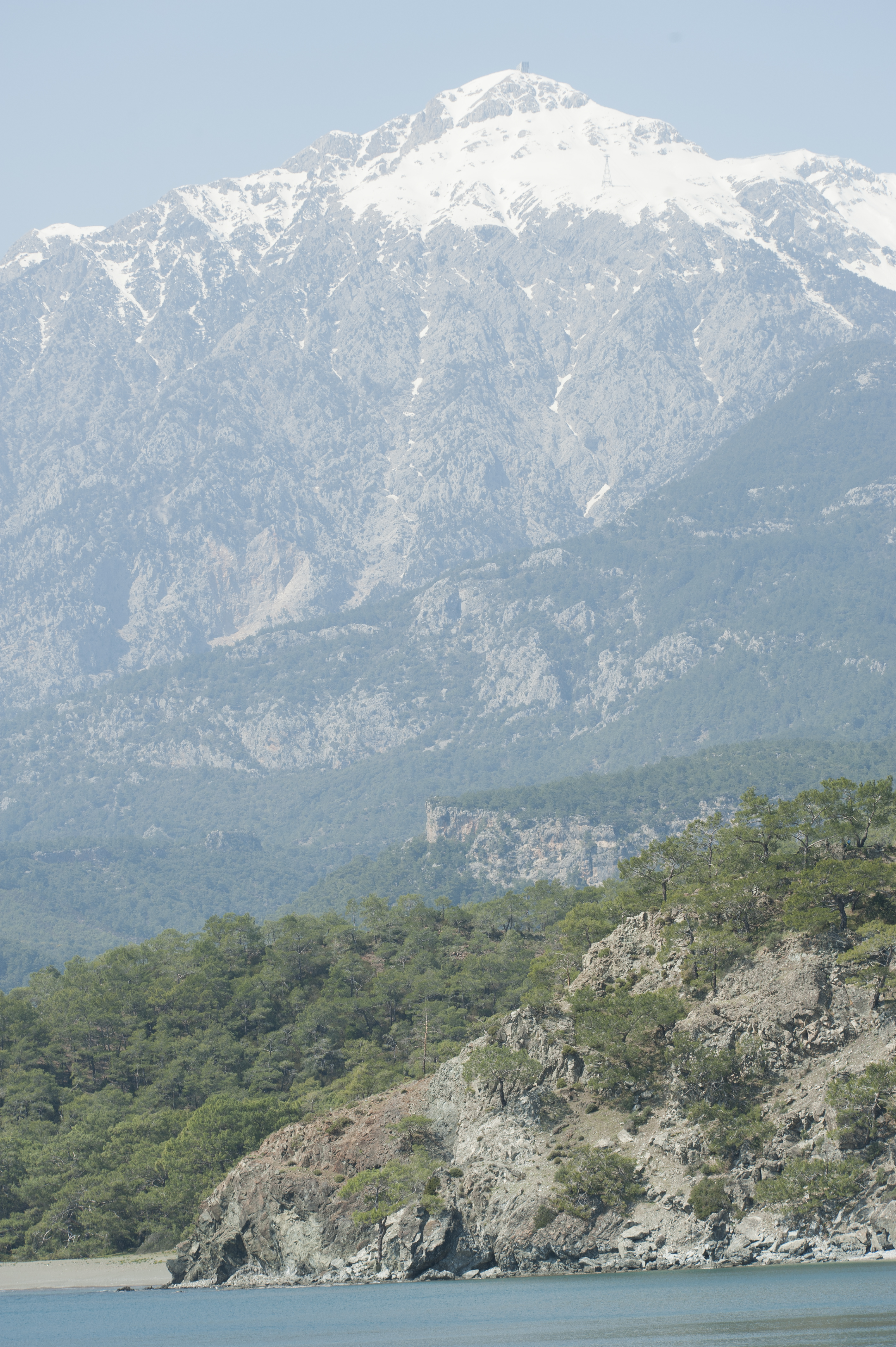
Phaselis View from South Harbor
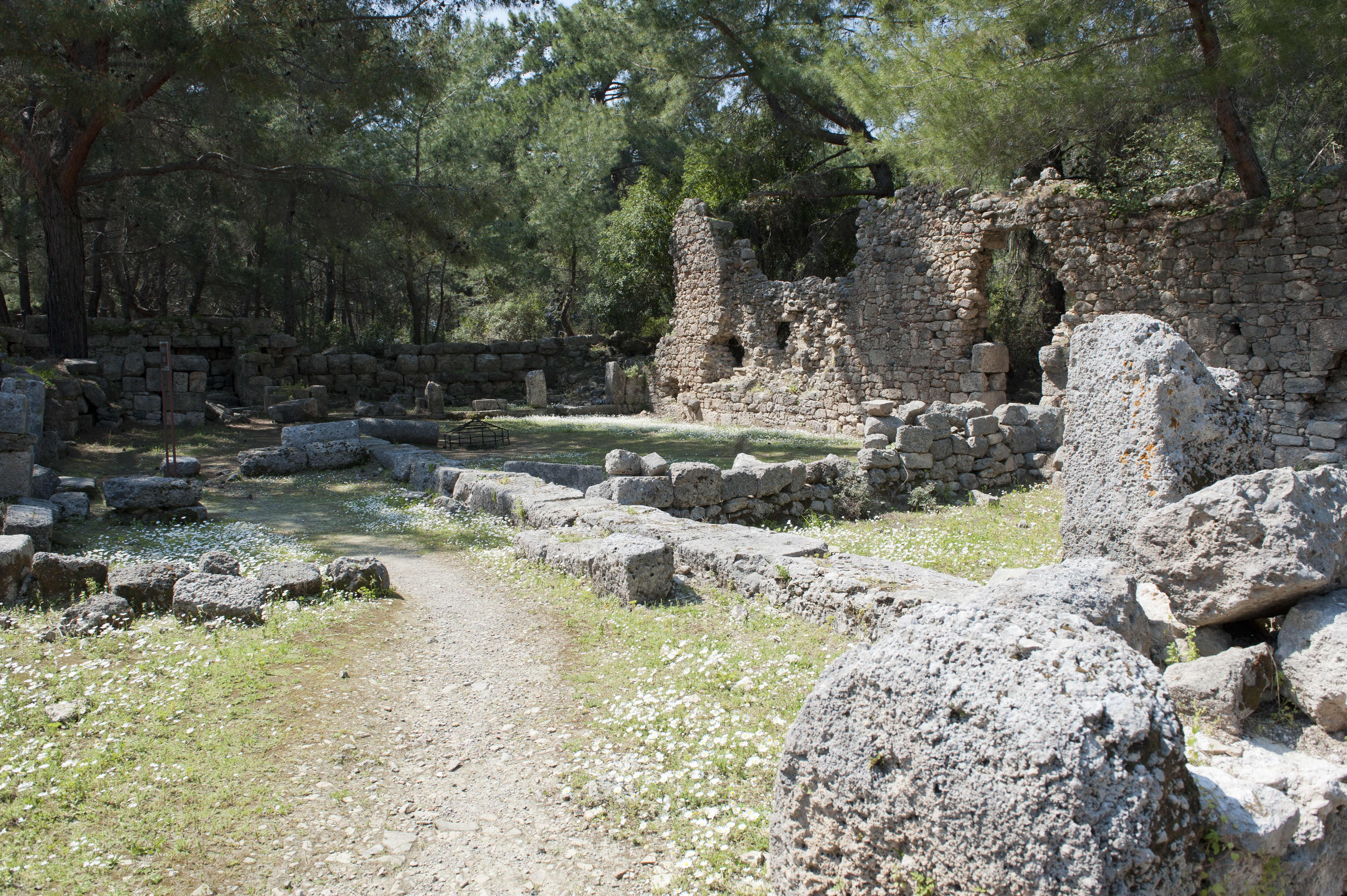
Phaselis Tetragonal Agora
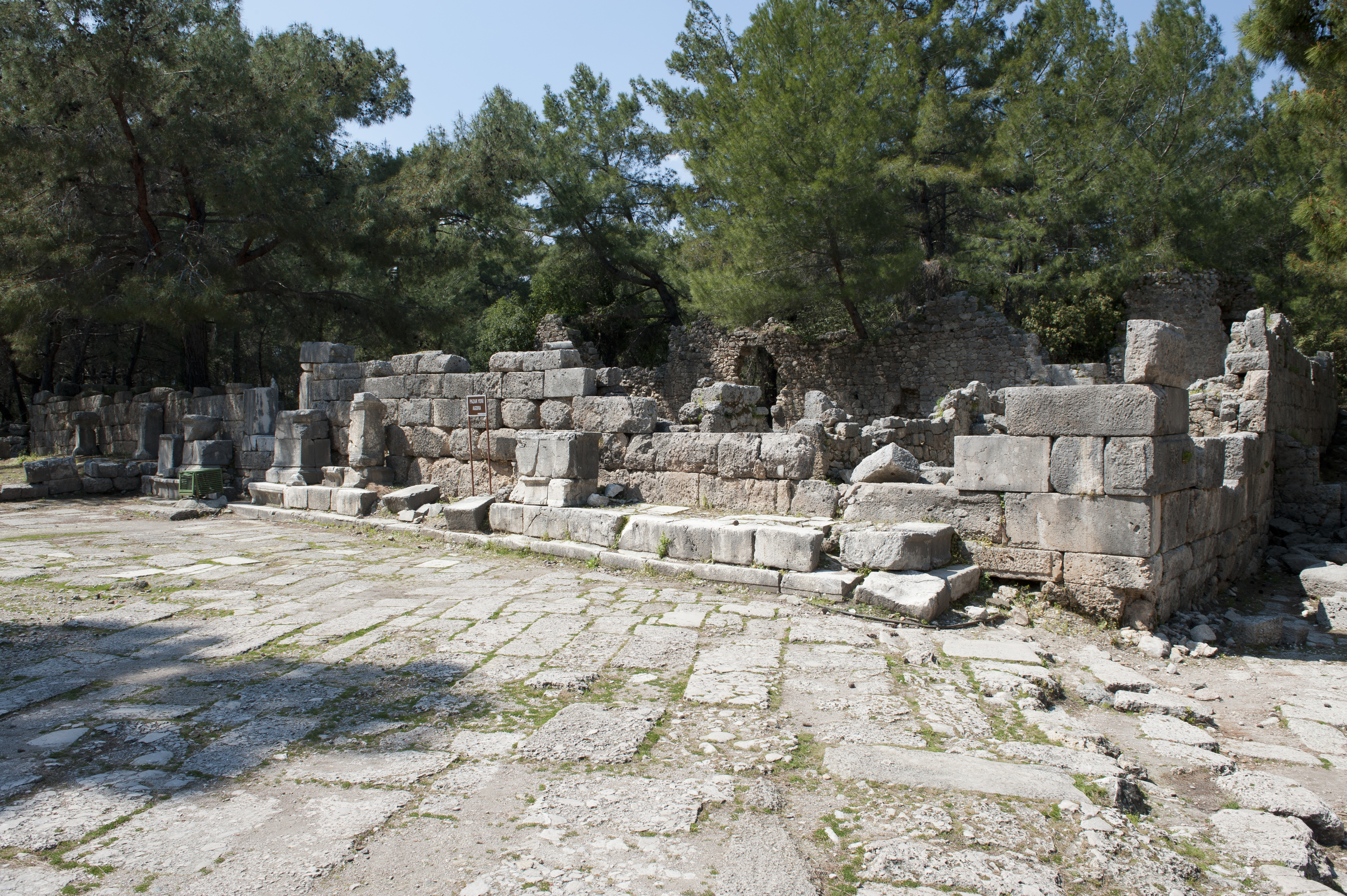
Phaselis Front Tetragonal ágora
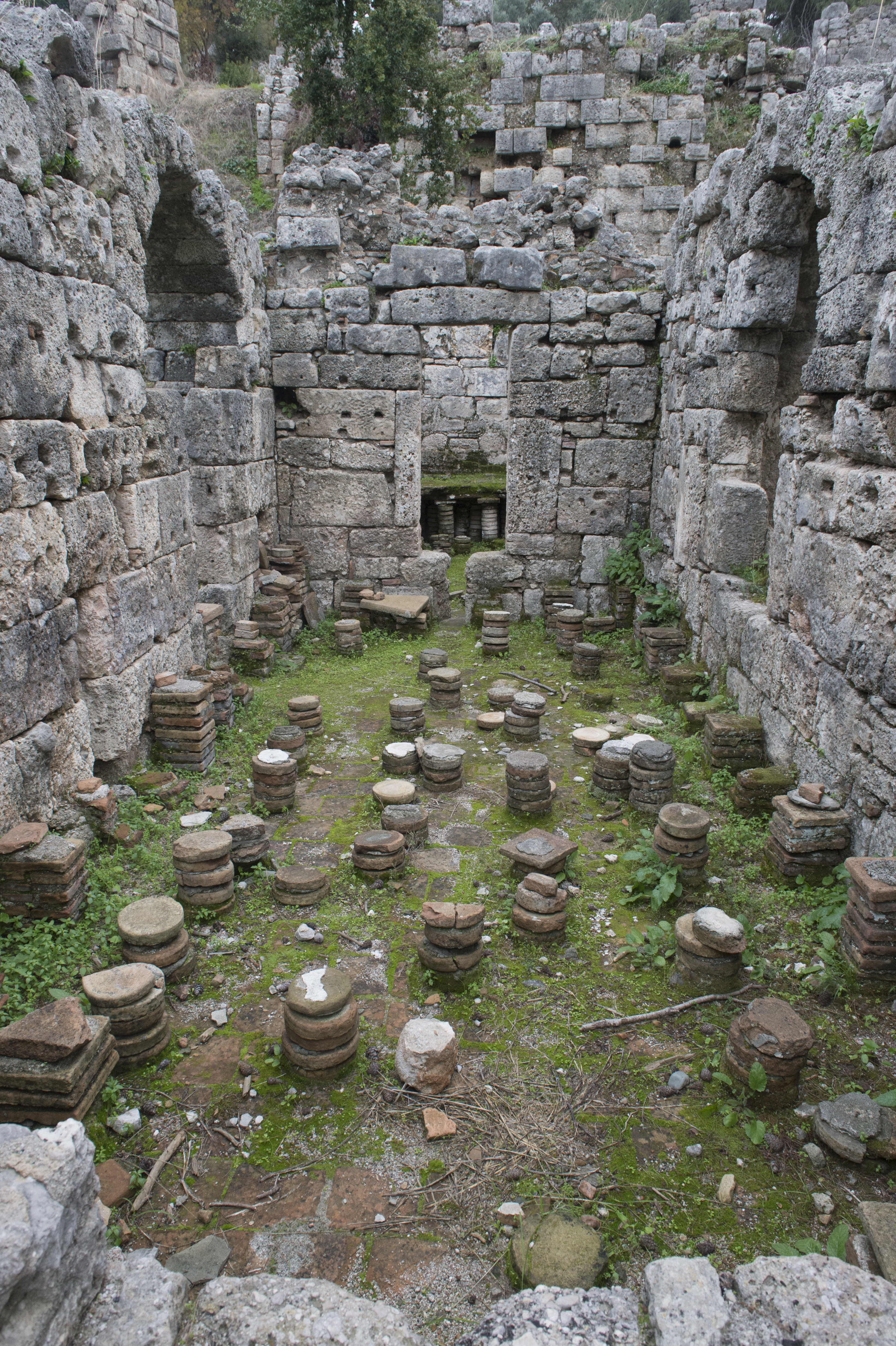
Phaselis Small Bath
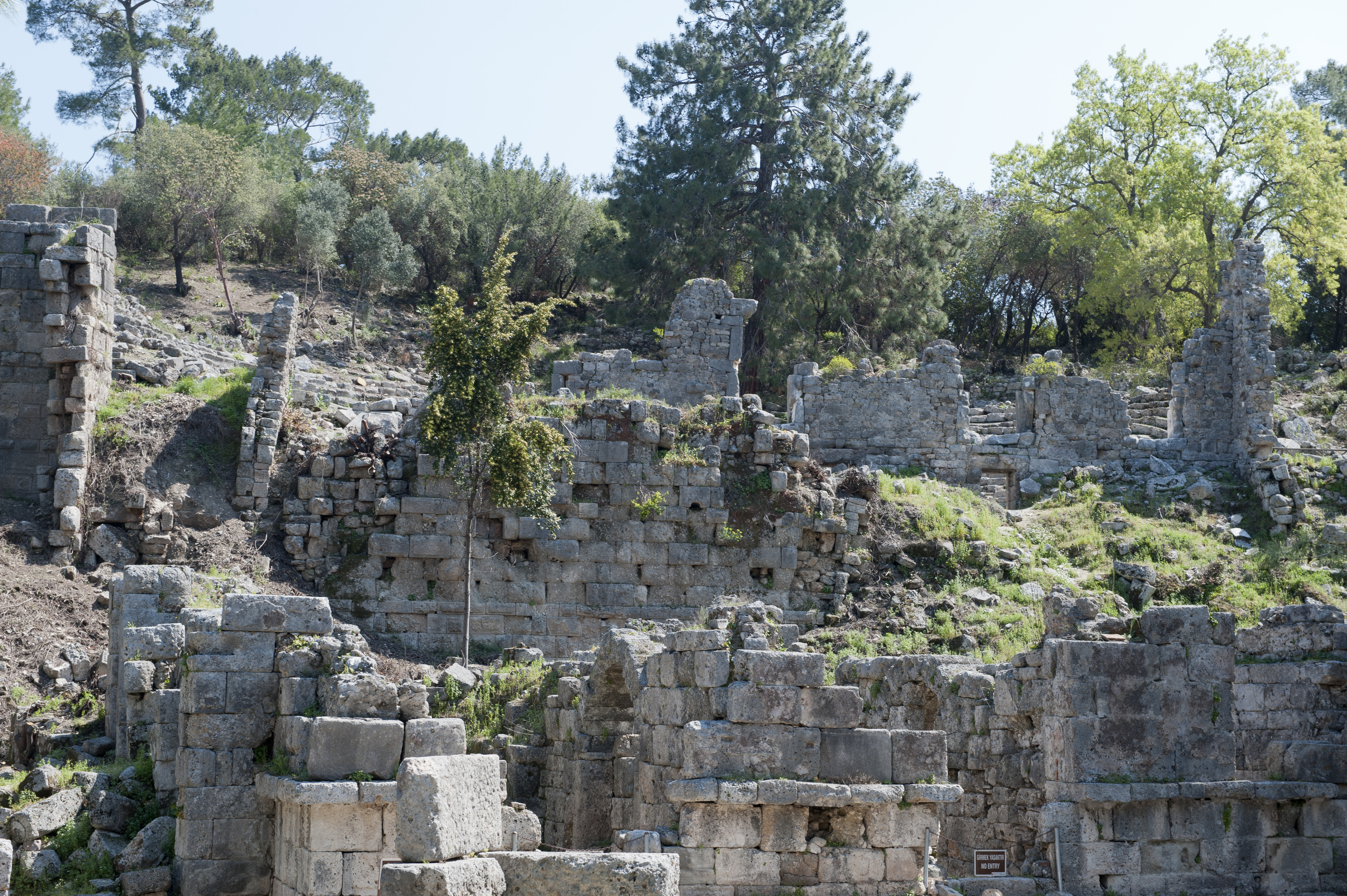
Phaselis Small Bath and Theatre
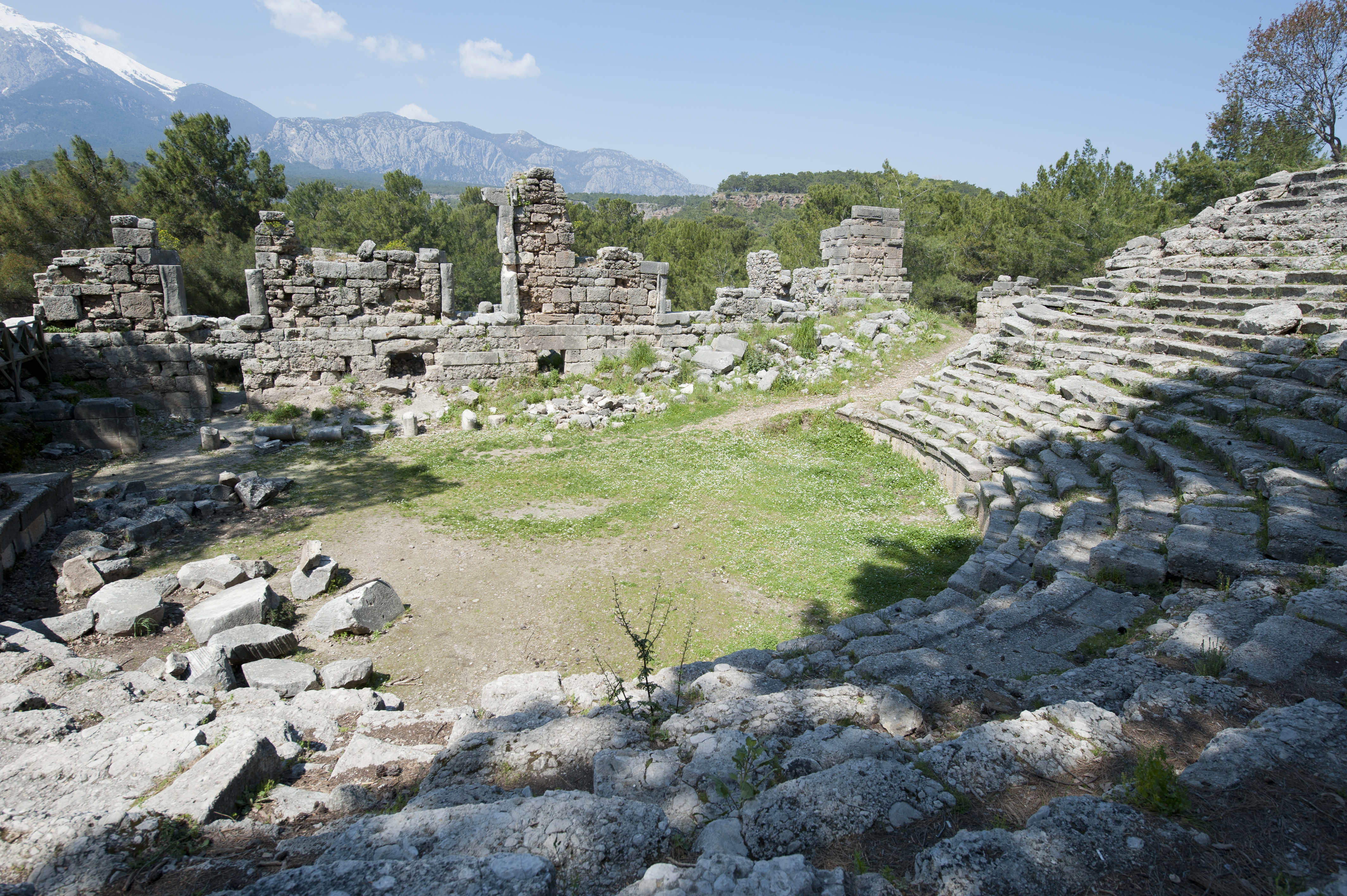
Teatro Phaselis
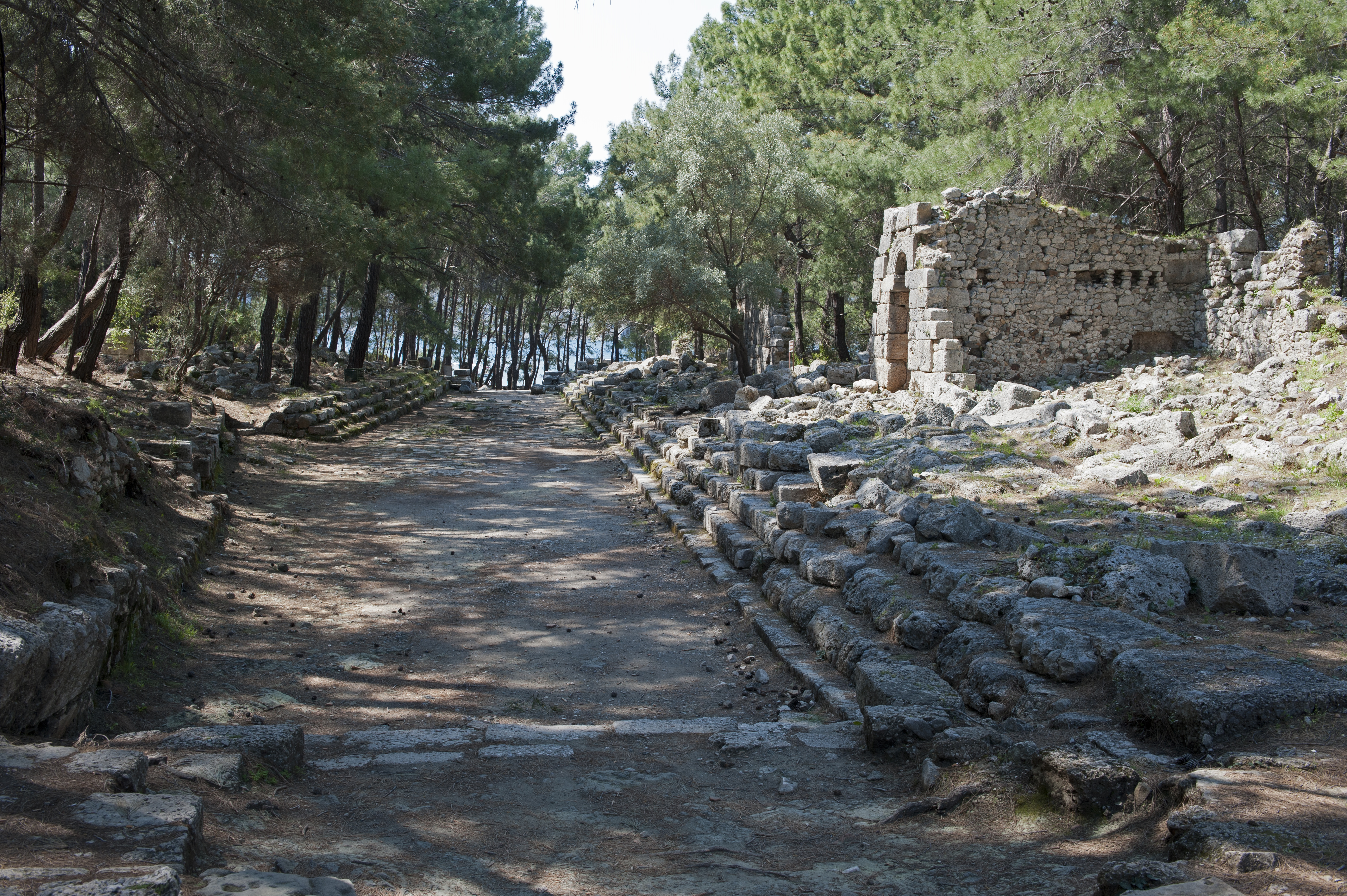
Rua Phaselis ao longo de Domiciano Agora
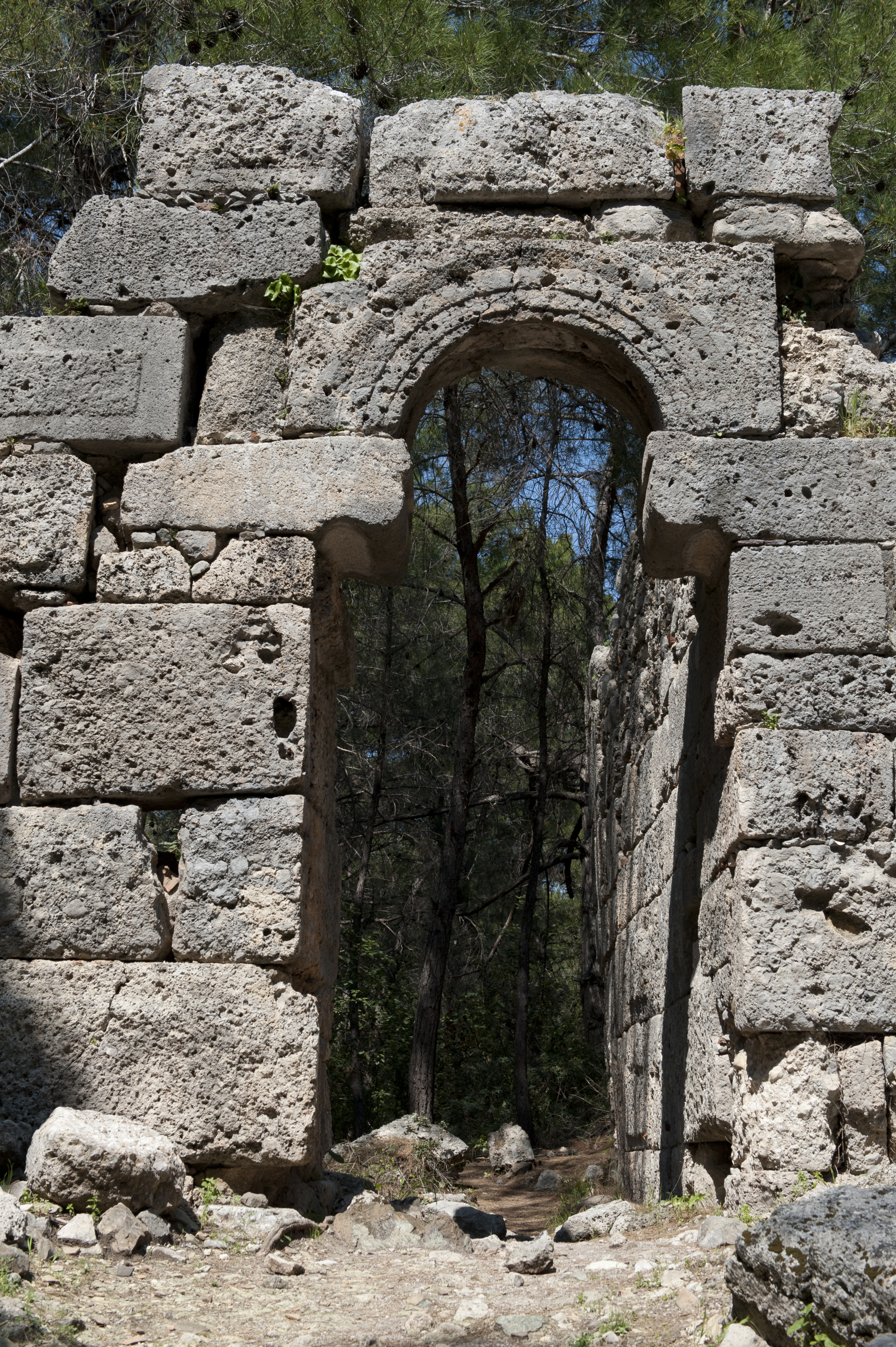
Entrada de Phaselis Domiciano Agora
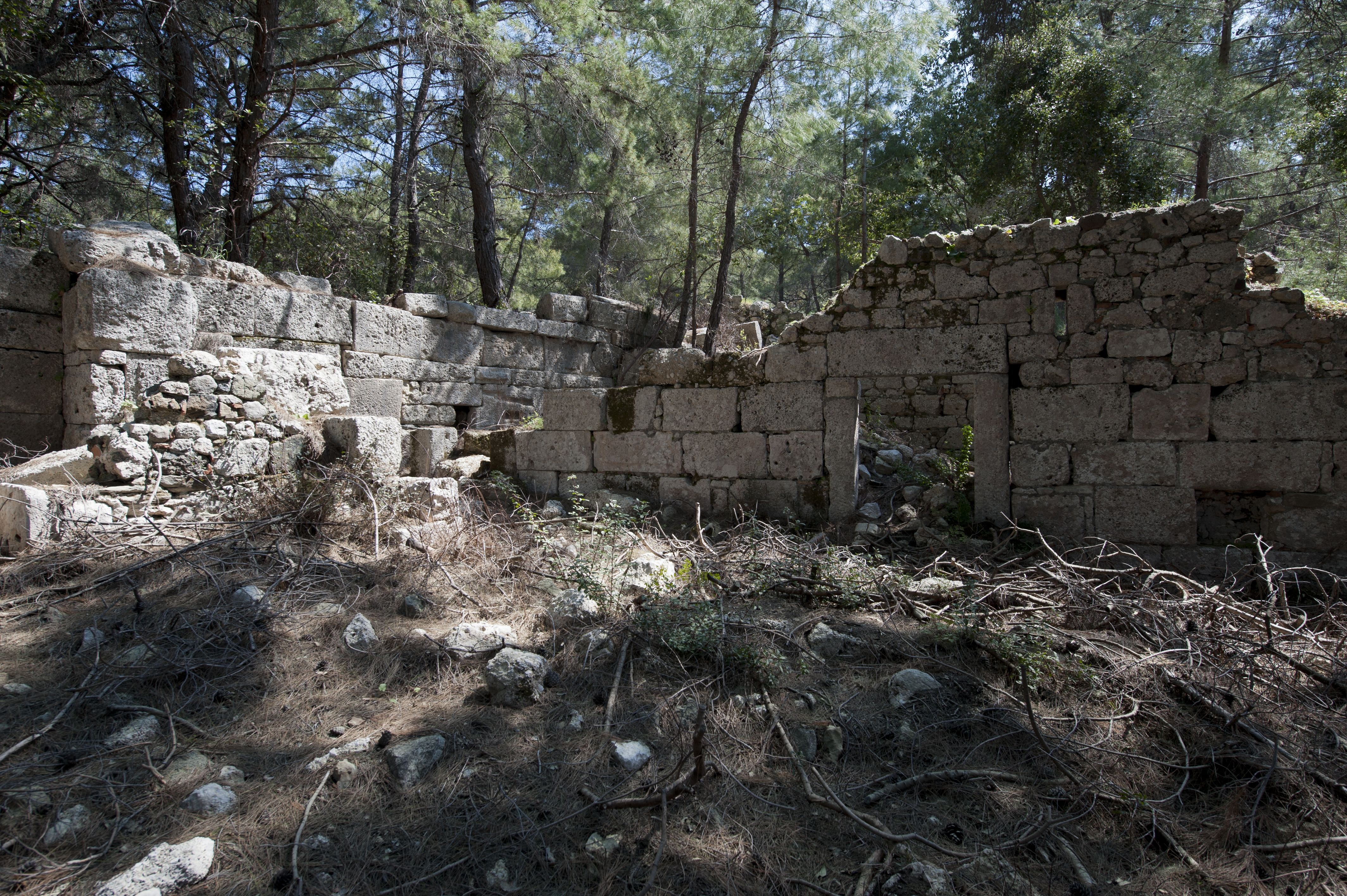
Phaselis Domician Agora
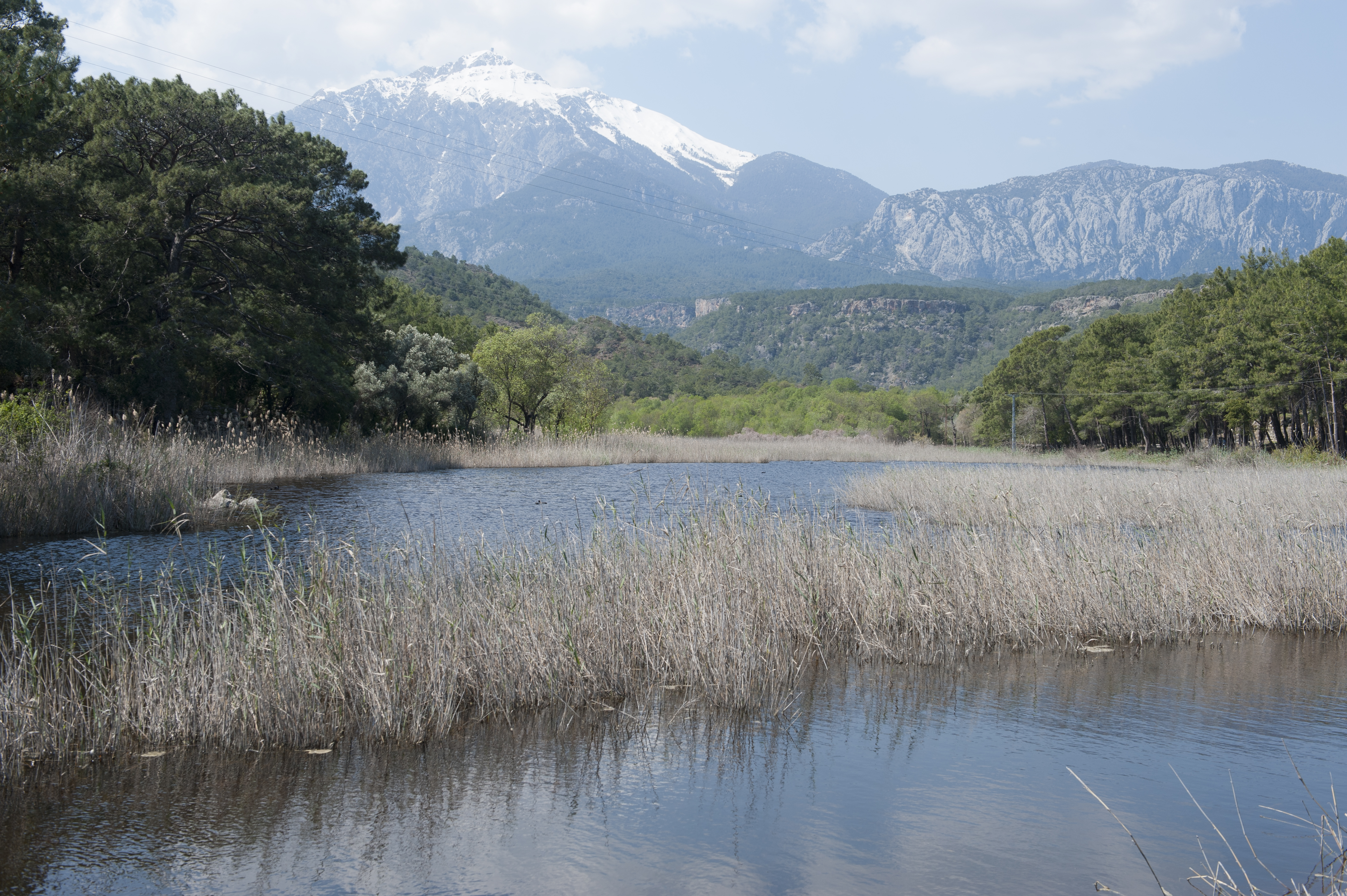
Área de Phaselis March